# Municipio de San Juan Guelavía
El municipio de San Juan Guelavía (del zapoteco: guela, via ‘media noche, retorno’‘Retorno a media noche’) es uno de los 570 municipios que conforman al estado mexicano de Oaxaca. Pertenece al distrito de Tlacolula, dentro de la región valles centrales. Su cabecera es la localidad de San Juan Guelavía.
El Municipio adquirió legalmente su categoría política en términos del artículo 115 de la Constitución Política de los Estados Unidos Mexicanos; 113 de la Constitución Política del Estado Libre y Soberano de Oaxaca; y 14 de la Ley Orgánica Municipal del Estado de Oaxaca.

## Etimología
La descripción del nombre  de San Juan Guelavía proviene del idioma zapoteco y se describe como sigue: Guelaá,” a media noche”;viaá”se fueron”. Existe una descripción más de M. Martínez Gracida en la cual significa fabricando de noche, haciendo referencia a que los primeros pobladores llegaron al lugar al ponerse el sol y fabricaron sus jacales y Barrancas de noche. Por último, la descripción de los cuestionarios parroquiales; Lic. Juan José Echarri, en la que “gueia” significa milpa y “ví” aire: Guelavía, significa “milpa de aire”.

## Geografía
El territorio del Municipio de San Juan Guelavía tiene los siguientes límites y colindancias. Al norte, con los municipios de San Jerónimo Tlacochahuaya y la Agencia Municipal de Macuilxhochitl; al sur con los municipios de Magdalena Teitipac, San Marcos Tlapazola, al oriente con Tlacolula de Matamoros, y al poniente con Santa Cruz Papalutla, San Jerónimo Tlacochahuaya.
Cuenta con una extensión aproximada de 31.71 km², es decir el 0.031% del total del estado y se encuentra a una altitud promedio de 1600 m s. n. m., oscilando entre 1700 y 1500 m s. n. m.

## Demografía

### Población
La población total de San Juan Guelavía en 2020 fue 3,288 habitantes, siendo 50.8% mujeres y 49.2% hombres.
Los rangos de edad que concentraron mayor población fueron 5 a 9 años (282 habitantes), 10 a 14 años (267 habitantes) y 25 a 29 años (257 habitantes). Entre ellos concentraron el 24.5% de la población total.
| Censo | Población |
| ----- | --------- |
| 1900  | 1 505     |
| 1910  | 1 675     |
| 1921  | 1 770     |
| 1930  | 1 376     |
| 1940  | 1 789     |
| 1950  | 1 790     |
| 1960  | 2 310     |
| 1970  | 2 510     |
| 1980  | 3 645     |
| 1990  | 2 992     |
| 1995  | 2 811     |
| 2000  | 2 859     |
| 2005  | 2 867     |
| 2010  | 3 002     |
| 2020  | 3 288     |

### Religión
La religión predominante en la población es la católica. Alrededor de esta giran las celebraciones más importantes de la localidad, ya que su patrono San Juan Bautista se conmemora el 24 de junio.   
En la década de 2010 llegó a la localidad la iglesia de los Testigos de Jehova, instalandose en la orilla del pueblo. Actualmente el número de feligreses sigue en aumento. 

### Lengua
Para 2020, la población de 3 años y más que habla al menos una lengua indígena fue de 1.84k personas, lo que corresponde a 55.8% del total de la población de San Juan Guelavía.
Las lenguas indígenas más habladas fueron Zapoteco (1,825 habitantes), Mixe (3 habitantes) y Maya (2 habitantes).

### Educación
En San Juan Guelavía se cuenta con un centro preescolar "Ricardo Flores Magón". Dos escuelas primarias "Gregorio Torres Quintero" y  de reciente creación "Conciencia y Libertad". Una telesecundaria y un Centro de Bachillerato Tecnológico Agropecuario nº 317 (CBTA).
El nivel educativo predominante de la población para 2020 fue Primaria con un total de 1.25k personas o 54.5% del total mayor de quince años. En seguida de la secundaria con 537 personas o 23.3% del total y Preparatoria o Bachillerato General 263 personas o 11.4% del total. Alrededor de 5.39% o 124 pobladores cuentan con una licenciatura.
La tasa de analfabetismo de San Juan Guelavía en 2020 fue 11.2%. Del total de población analfabeta, 31.7% correspondió a hombres y 68.3% a mujeres.

## Política

### Forma de gobierno
San Juan Guelavia es uno de los 418 municipios de Oaxaca que se rigen por el denominado sistema de usos y costumbres. El cual consiste en un sistema de normas colectivas que ha sido implementadas en las comunidades indígenas desde hace varios siglos y coexisten actualmente con el Estado moderno.

### Localidades
El municipio de San Juan Guelavía para su organización territorial y administrativa, está integrado por una cabecera municipal que es San Juan Guelavía, y por 59 parajes que son los siguientes:
- Ruú-guelyáa
- Bsaá-gchi-guish
- Laad-guel
- Lain-gchi-guelvé
- Ruú-tub
- Ruu-ness-muraly
- Bsaá-chend
- Loó-yuu-yaas
- Loó-gchi-bis
- Ruú-vagónn
- Ruú-ness-sancruzy
- Bliaá
- Loó-dain
- Loó-cuan-gaá
- Ruú-slin
- Ruú-Ness-samarcu
- Bsaá-Minga
- Lain-yaa-shi
- Loó-pant
- Ruú-shub-Laan
- Ruú-gchi-laan
- Bsaá-Roó
- Loó-shia-shan
- Lain-yaa-gun
- Ruú-guel
- Ruucalicant
- Baad-guía
- Loó-shtubbees
- Lain-bsaa-Lats
- Ruú-guea-ston
- Ruú-yashtill
- Cuegueu
- Loo-yuu-shseed
- Lain-gchi-lapalm
- Ruú-Ness-stiub
- Ruú-tanq
- Nicats
- Loó-gueug
- Loó-you-zaa
- Ruú-tom
- Quia-shtasi
- Níi-bsian
- Loó-trung
- Loom-caitaan
- Ruú-blda-yaas
- Quia-slin
- Ness-shaguia-mashiad
- Loó-bshi
- Lain-gdi-bad
- Yaá-biin
- Shaá-gorn
- Ness-Canter
- Loó-baap
- Mashal-dub
- Yuush-beld
- Slash-guía
- Shaá-stasi
- Shaa-bain-ranch

## Feria del Carrizo

### Antecedentes
En los años 50 del siglo XX, los pobladores de San Juan Guelavía eran artesanos del carrizo, elaboraban los conocidos pizcadores, canastas, jacales, ventanas, etc. a mano, vendiendo estos productos en los domingos de plaza de Tlacolula o realizando el conocido trueque con las poblaciones vecinas. Con el paso de los años, el plástico fue sustituyendo las artesanías y se dejaron de elaborar en la población por la escasez de sus ventas.

### Actualidad
Debido a la importante tradición artesanal y a la propagación y acceso a este recurso natural, la escuela Telesecundaria de la población, impulsó la Feria del Carrizo. Una exposición en el centro de la comunidad donde los artesanos pueden vender sus artesanías que cada vez son más innovadoras. 
Desde el año 2011 se celebró la Primera Feria del Carrizo el último domingo de enero y el primer domingo de febrero, en el marco de la celebración de la fiesta anual del pueblo. Está organizada principalmente por los alumnos y directivos de la escuela Telesecundaria, cuenta con diversos eventos en sus dos fechas anuales, donde los alumnos son los protagonistas de los múltiples eventos y actividades.Año con año, esta feria ha sido inaugurada por importantes celebridades oaxaqueñas y nacionales.

## Cultura

### Museo comunitario
El Museo comunitario de San Juan Guelavía muestra la historia, tradición y costumbres de esta población. Tiene la finalidad que los habitantes del pueblo puedan reconocer en su historia los orígenes, luchas y formas de vida que les brindan identidad comunal como pueblo zapoteco.
Anteriormente, Benito Martínez García desde la década de 1990 comenzó la labor por establecer el museo. No fue sino hasta la década de los 2000 cuando se logró establecer el museo comunitario en el patio municipal del pueblo, a un lado del mercado. 
El proceso de creación del museo fue asesorado por el Programa de Museos Comunitarios del Centro INAH Oaxaca y la Unión de Museos Comunitarios de Oaxaca, A.C. Contó con el financiamiento del Cabildo Municipal de San Juan Guelavía 2008 – 2010 y la Comisión Nacional de Desarrollo de los Pueblos Indígenas.

### Extracción de sal
Los pobladores de San Juan Guelavia durante buena parte del siglo XX, se dedicaron a la extracción de sal. Comúnmente esta sal no se vendía si no la intercambiaban por mercancías de otras poblaciones de la región, llevando a cabo la actividad conocida como trueque. 
La extracción de sal tiene sus antecedentes en la época prehispánica, los arqueólogos han identificado yacimientos salitrosos alrededor del valle de Tlacolula, sobre todo en la periferia de Macuilxóchitl, Teotitlán del Valle, Teitipac, San Juan Guelavía y Mitla.
La mayor productividad salinera tendría lugar entre el 600 a 1000 d. C., cuando dichos asentamientos, junto con otros distribuidos a lo largo de la llanura aluvial del río Salado, tuvieron su máxima ocupación. Los productos minerales que eventualmente se obtuvieron, así como las técnicas involucradas en su explotación, pudieron ser muy diferentes entre cada lugar. El río Salado nace de los terrenos montañosos de Mitla, Los Albarradas y demás, y llega al valle de San Juan Guelavía cargado de sustancias salitrosas.
En Guelavia la extracción consistía de acuerdo a la descripción del Sr. Epifanio García: "se junta la tierra salitrosa de color blanco, la cantidad que se desee labrar, pero también se acompaña de una tierra salitrosa amarga que es de color crema. Se revuelven estas dos tierras y se cuelan en un proceso de filtración en una olla venteada, es decir con cuarteaduras en el fondo, se le refuerza con un cajete para que el agua filtrada caiga".

## Servicios de transporte
San Juan Guelavía cuenta con 2 sitios de taxis: Sitio de taxis San Juan Guelavia A.C., y Sitio de taxis 24 de junio A.C. También existe un servicio mixto particular de camionetas. Otro de los servicios que se ofrece en la comunidad es el de mototaxis que brindan un servicio local.

## Obras inspiradas en la población y su lengua
La población zapoteca ha inspirado múltiples obras de acuerdo a su lengua y sus costumbres. Las más destacadas son las siguientes:
- Cruz Contreras, Isaac (2023). El retoño del zapoteco en la escuela telesecundaria de San Juan Guelavía.
- García Antonio, Epifanio (2000). Imágenes de mi pueblo San Juan Guelavía. Secretaría de Cultura/Sistema de Información Cultural.
- Hernández, Pedro (1999). Vamos a leer y escribir en zapoteco [Tiby bniety cun de vaquereen]. El Colegio de México.
- López Antonio, Gilberto (2009). Alfabeto zapoteco de San Juan Guelavia.
- López Antonio, Joaquín; Teodoro Jones, Kristina (2012). Vocabulario breve de Zapoteco de San Juan Guelavia.